# Петров, Иван Петрович (археограф)
Иван Петрович Петров (1818—1887) — русский врач и археограф. Действительный статский советник.

## Биография
Родился в 1818 году. 
Службу начал в 1836 году, лекарским учеником в кронштадтском Морском госпитале, где находился до 1847 года, когда перешёл в департамент Министерства народного просвещения. Затем служил в ведомстве Министерства внутренних дел, в собственной Его Императорского Величества канцелярии и в канцелярии Комитета министров, исполняя обязанности помощника врача. 
Состоял также директором Попечительного о тюрьмах комитета и членом-сотрудником Археографической комиссии. 
При его содействии был издан один из древнейших памятников славянской письменности — Остромирово Евангелие. В 1882 году петербургский 2-й гильдии купец Илья Кириллович Савинков, по совету И. П. Петрова, обратился в Публичную библиотеку с просьбой разрешить ему издать на свой счет Остромирово евангелие фотолитографическим способом. После получения разрешения фотограф Π. П. Новицкий приступил под наблюдением И. П. Петрова к фотографированию листов этой книги в Отделе рукописей библиотеки. Издание было отпечатано в фотолитографии А. Ф. Маркова в Петербурге, и 225 его экземпляров Савинков передал безвозмездно в Публичную библиотеку, а остальные пустил в продажу через магазин «Нового времени»… Первое издание было вскоре распродано, и в 1889 г. Савинков выпустил второе, также быстро разошедшееся. За эти издания Савинков получил орден Св. Станислава 3-й степени и удостоился «высочайшей аудиенции» (был принят Александром III).
Как указал А. Ф. Бычков, отвечая на запрос министерства иностранных дел, когда И. П. Петров вознамерился поднести савинковское издание австрийскому императору и саксонскому королю: «Издание это исполнено фотолитографиею и, кроме довольно точного воспроизведения весьма важного для славянской филологии подлинника, не представляет ничего особенного в ученом отношении». В этом издании, сделанном в формате оригинала, более или менее удовлетворительно были воспроизведены (в красках) лишь миниатюры и первый лист; остальное было сделано одной и той же коричневатой краской, отдаленно напоминавшей цвет чернил подлинника, причем контуры инициалов оказались смазанными и почти не передавали их ювелирную фактуру (во втором издании текст и инициалы были воспроизведены чёрной краской и гораздо хуже, чем в первом).
Умер в Санкт-Петербурге 1 (13) января 1887 года. Похоронен на Волковском православном кладбище, с дочерью Марией Ивановной Ефимовской (1844—1864) и женой Акулиной Ивановной (13.06.1825—26.06.1901).